# Дот Фарлі
Дот Фарлі (англ. Dot Farley; 6 лютого 1881 — 2 травня 1971) — американська кіноактриса, яка знялася у 280 кінофільмах між 1910 і 1950 роками.
Доротея Фарлі народившись у Чикаго, штат Іллінойс, у родині Юджина Фарлі та актриси Альми Стрітер Фарлі.
Фарлі отримала акторський досвід, працюючи протягом шести років у репертуарному театрі, й дебютувала в кіно в 1910 році. Переважно відома своїми ролями в коротких комедіях, плідно співпрацювала з Маком Сеннетом, також знімалася у вестернах на початку 1910-х. Пізніше вона була помітною як свекруха Едгара Кеннеді у більшості його серій короткометражних фільмів на студіях RKO Pictures.
Фарлі також була письменницею, до 1924 року було випущено 260 її оповідань.
Фарлі померла у Південній Пасадені, штат Каліфорнія.

## Вибрана фільмографія
- 1913 — Вексель Мерфі / Murphy's I.O.U. — дружина
- 1913 — Бенгвільська поліція / The Bangville Police — мама Делли
- 1913 — У нього було три пристрасті / Passions, He Had Three
- 1913 — Підглядаючий Піт / Peeping Pete
- 1913 — Фатті вступає в поліцію / Fatty Joins the Force — дівчина Фатті
- 1913 — Деякі нервові / Some Nerve — дружина
- 1921 — Кумир публіки / A Small Town Idol — місіс Сміт
- 1924 — Вибір персиків / Picking Peaches
- 1925 — Розпусна жінка / The Unchastened Woman
- 1927 — Всі на облавок / All Aboard — тітка Патсі
- 1927 — Сніданок на світанку / Breakfast at Sunrise — телефонний оператор
- 1930 — Маленька аварія / Little Accident — місіс Ван Дайн